# جيدروسيا
جيدروسيا /dʒɪˈdroʊʒə/(باليونانية: Γεδρωσία)‏ هو الاسم الهيليني للجزء الساحلي من بلوشستان الذي يتوافق تقريبًا مع اقليم مكران اليوم أو ما كان يسمى '''ماكا''' في العهد الاخمينية. في الكتب التي تتحدث عن الإسكندر الأكبر وخلفائه ، تمتد المنطقة المشار إليها باسم جيدروسيا من بيلا قريبا من نهر السند إلى الحافة الشرقية لمضيق هرمز . وتقع في شمال جيدروسيا كلا من بلاد باكتريا وأراخوسيا ودرانجيانا او سيستان ، وإلى الشرق من بلاد كرمان ، وإلى الغرب من نهر السند الذي يشكل حداً طبيعياً بينها وبين الهند. ربما كان الاسم الأصلي لجيدروسيا هو جوادار حيث توجد مدينة بهذا الاسم وهو ( خليج جوادار ) في منتصف ساحل مكران.

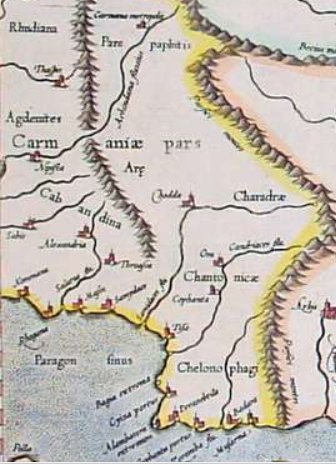
خريطة جيدروسيا في حملة الاكسندر

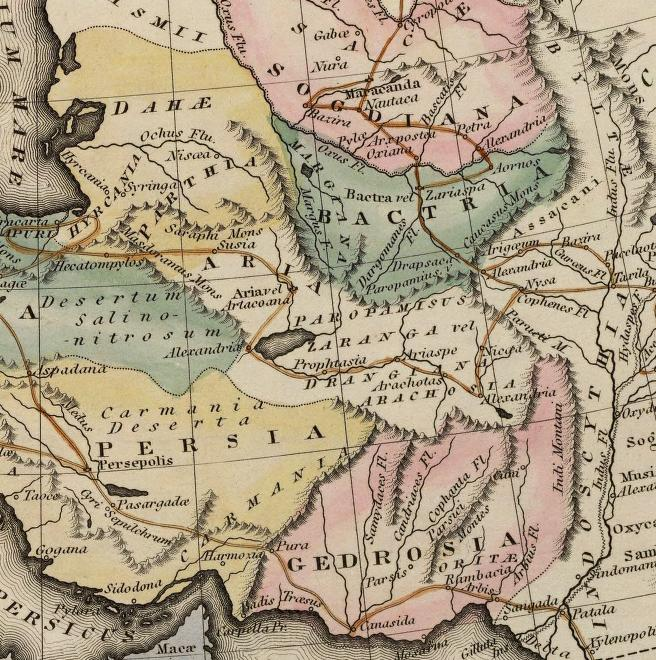
خريطة جيدروسيا في حملة الاسكندر الهندية